# الخسمة (صنعاء)
الخسمة هي إحدى قرى الجمهورية اليمنية. وهي تتبع جغرافيًا لمحافظة صنعاء. وإداريًا لمديرية بني مطر. يبلغ تعداد سكانها 1053 نسمة حسب الإحصاء الذي جرى عام 2004.